# Michael Steger
Michael Mateus Steger (Los Angeles, 27 mei 1980) is een Amerikaans acteur. Hij begon zijn carrière als kind, toen hij verscheen in meerdere televisiereclames en een gastrol had in V.R. Troopers. Vanaf 2005 speelde hij pas opnieuw gastrollen in verschillende televisieseries, zoals Hannah Montana, Cory in the House en Criminal Minds. Nadat hij de mannelijke hoofdrol speelde in de Disney Channel Original Movie The Cheetah Girls: One World, kreeg hij de rol van Navid Shirazi in de tienerserie 90210. Fans van Steger begonnen al snel te klagen dat hij niet genoeg te zien was in de serie en na een aantal afleveringen nog steeds geen eigen verhaallijn heeft.